# Il giovane Maverick
Il giovane Maverick (Young Maverick) è una serie televisiva statunitense in 8 episodi trasmessi per la prima volta nel corso di una sola stagione dal 1979 al 1980. È il seguito della serie Maverick (1957-1962).
È una serie western incentrata sulle vicende di Ben Maverick (interpretato da Charles Frank), figlio di Beau Maverick (e cugino di secondo grado di Bret Maverick). Susan Blanchard, moglie dell'attore Charles Frank, interpreta la sua fidanzata Nell, mentre John Dehner interpreta uno sceriffo di frontiera che aveva arrestato il padre di Ben decenni prima. La serie fu anticipata da un film per la televisione intitolato The New Maverick, con Charles Frank e con James Garner (l'attore della serie originaria degli anni 50) nel ruolo di Bret Maverick.

## Personaggi e interpreti
- Ben Maverick (8 episodi, 1979-1980), interpretato da Charles Frank.
- Nell McGarrahan (8 episodi, 1979-1980), interpretata da Susan Blanchard.
- Marshal Edge Troy (8 episodi, 1979-1980), interpretato da John Dehner.
- Herman Rusk (2 episodi, 1979-1980), interpretato da Howard Duff.
- Amos Layton (2 episodi, 1979-1980), interpretato da Alan Fudge.
- Vernon Maywood (2 episodi, 1979-1980), interpretato da John McIntire.
- Lila Gates (2 episodi, 1979-1980), interpretata da Donna Mills.
- Pokey Tindal (2 episodi, 1979-1980), interpretato da Harry Dean Stanton.
- Lem Fraker (2 episodi, 1979-1980), interpretato da James Woods.
- Julius Higgins (2 episodi, 1980), interpretato da Dennis Burkley.
- Purnell Sims (2 episodi, 1980), interpretato da Jerry Hardin.

## Produzione
La serie fu prodotta da Warner Bros. Television e girata negli studios della Warner Brothers a Burbank in California.

### Registi
Tra i registi sono accreditati:
- Hy Averback
- Don McDougall

### Sceneggiatori
Tra gli sceneggiatori sono accreditati:
- Robert Van Scoyk in 3 episodi (1979-1980)
- Jerome Ross

## Distribuzione
La serie fu trasmessa negli Stati Uniti dal 28 novembre 1979 al 30 gennaio 1980  sulla rete televisiva CBS. In Italia è stata trasmessa con il titolo Il giovane Maverick. È stata distribuita anche in Germania con il titolo Mavericks großes Spiel.

## Episodi
| Stagione       | Episodi | Prima TV USA |
| -------------- | ------- | ------------ |
| Prima stagione | 8       | 1979-1980    |